# Febre hemorrágica de Omsk
A febre hemorrágica de Omsk é uma febre hemorrágica viral transmitida por carrapatos ou através de água contaminada. É endêmica na Sibéria, em cidades como Omsk (de onde vem seu nome), Novosibirsk, Kurgan e Tyumen. A doença é causada por um vírus pertencente à família Flaviviridae, a qual também inclui os vírus que provocam a febre amarela e a dengue.